# Овсище (посёлок, Вышневолоцкий район)
Овси́ще (карел. Ovsišša) — посёлок сельского типа в Вышневолоцком районе Тверской области, административный центр Овсищенского сельского поселения.
Расположен в 35 км от города Вышнего Волочка на автодороге «Вышний Волочёк — Бежецк — Сонково».
Население по переписи 2002 года — 274 человека, 122 мужчины, 152 женщины.
Жители трудятся в СПК «Лидер» (заготовка кормов и производство зерна), в социальной сфере: школе, врачебной амбулатории, на почте, в местном отделении Сбербанка, доме-интернате для престарелых и в торговой сфере. Кроме того, многие мужчины работают в Удомле.

## История
Посёлок возник на Бежецкой дороге в начале XX века. Здесь были построены больница (1920 год), школа. Название посёлка от села Овсище, расположенного в 1,5 км севернее, за рекой Волчина.
В 1970-е годы посёлок развивался как центральная усадьба совхоза «Смычка», строились жилые дома, объекты соцкультбыта.
В 1980-е годы к посёлку присоединена деревня Урвитово, находящаяся на правом берегу Волчины, напротив села.
В 1997 году в посёлке 117 хозяйств, 295 жителей, администрация Овсищенского сельского округа, центральная усадьба совхоза «Смычка», неполная средняя школа, клуб, больница, почта, отделение Сбербанка, магазин.
Рядом со школой братская могила советских воинов, павших в Великой Отечественной войне, сооружён обелиск.